# Propagandhi
Propagandhi é uma banda de punk rock canadense, formada na cidade de Portage la Prairie,  em 1986 por Chris Hannah e Jord Samolesky.
A banda é conhecida por patrocinar várias causas radicais de esquerda, adotando uma postura contra a violação dos direitos humanos, racismo, homofobia, imperialismo, fascismo, capitalismo e religião. A banda apoia o veganismo e campanhas pelos direitos dos animais.
É amplamente considerada a banda punk canadense com maior notoriedade internacional.

## História

### Anos atrás
Em plenos anos 80, Jord Samolesky e Chris Hannah recrutaram o baixista Scott Hopper por um flyer escrito "Procura-se Baixista" que colocaram em uma loja de uma gravadora local. Hopper foi substituído na virada da década por Mike Braumeister.  Esta foi a primeira formação para fazer shows ao vivo.  Após a banda se estabilizar com várias demos e shows maiores, incluindo um com Fugazi, made a name for the band, Braumeister se mudou para Vancouver e um jovem músico com uma inclinção para a poesia chamado John K. Samson se tornou o terceiro baixista da banda.
Em 1992, o Propagandhi tocou em um show com a banda Californiana de punk-rock NOFX. Eles tocaram uma versão cover de "Surrender", da banda Cheap Trick. Impressionado com o desempenho da banda, Fat Mike assinou com eles contrato com a sua gravadora independente Fat Wreck Chords. Ele também pediu para que fossem para Los Angeles para gravar seu primeiro álbum How To Clean Everything em português, "Como limpar tudo" que foi lançado em 1993. A banda gastou os próximos três anos fazendo turnês e e se divertindo com a popularidade causada pela explosão do punk-rock na década de 1990. Em 1996 eles gravaram e lançaram seu segundo álbum, Less Talk, More Rock, que significa, "Menos conversa, Mais Rock" também na Fat Wreck Chords. O título do álbum foi uma piada, como Propagandhi era conhecida por suas demoradas explicações sobre as músicas e discursos durante suas performances ao vivo. O álbum era mais politizado que seu antecessor, com músicas cujo título eram coisas como "Apparently I'm a P.C. Fascist (Because I Care About Both Human and Non-Human Animals)", "Nailing Descartes To The Wall / (Liquid) Meat Is Still Murder," and "... And We Thought That Nation States Were a Bad Idea."

### Período intermediário
Depois que Less Talk, More Rock foi lançado, o baixista John K. Samson decidiu sair da banda e formou The Weakerthans. Chris e Jord fundaram a gravadora G7 Welcoming Committee Records (que lançou o primeiro álbum de Weakerthans). The label name is a tongue-in-cheek reference to the band members' dislike for the G7 (which has since become the G8). The label's economic structure is based upon the one proposed in Robin Hahnel and Michael Albert's Parecon, and was initially started thanks to a $50,000 loan from Fat Mike. Durante esse tempo, Propagandhi lançou uma coleção de demos, alternate takes, covers e músicas ao vivo chamadas Where Quantity is Job #1. Novo baixista Todd Kowalski, formerly of the bands I Spy e Swallowing Shit, foi contratado para substituir Samson.
Depois de quatro anos, Propagandhi lançou seu terceiro álbum full-length, Today's Empires, Tomorrow's Ashes. The album was a major departure from their previous works. The song titles and lyrics of Today's Empires, Tomorrow's Ashes furthered the sphere of their political views, bolstered by the addition of the song-writing styles of Todd. The album built upon a Progressive metal/thrash metal sound.  The album also included enhanced CD-ROM with political videos and essays concerning such topics as COINTELPRO and the Black Panther Party.

## Discografia
- How to Clean Everything (1993)
- Less Talk, More Rock (1996)
- Today's Empires, Tomorrow's Ashes (2001)
- Potemkin City Limits (2005)
- Supporting Caste (2009)
- Failed States (2012)
- Victory Lap (2017)

1. ↑  «On 'Victory Lap,' Propagandhi Go from Political Punk Pioneers to Participants». www.vice.com (em inglês). Consultado em 7 de setembro de 2021
2. ↑  Punknews.org. «Interviews: Chris Hannah (Propagandhi)». www.punknews.org (em inglês). Consultado em 7 de setembro de 2021
3. ↑  Hereth, Simon (9 de dezembro de 2017). «Interview Sulynn Hago of PROPAGANDHI » AWAY FROM LIFE». AWAY FROM LIFE (em alemão). Consultado em 7 de setembro de 2021